# دهستان محمودآبادسید
دهستان محمودآبادسید نام دهستانی در بخش مرکزی شهرستان سیرجان، استان کرمان در ایران است. براساس سرشماری مرکز آمار ایران در سال ۱۳۸۵، جمعیت آن ۷۹۲۳ نفر (۱۹۳۶ خانوار) بوده‌است.